# منوجان
منوجان (بالفارسية: منوجان) هي مدينة تقع في إيران في البلدة المركزية. يقدر عدد سكانها بـ 12,110 نسمة .